# Edmund Czaplicki

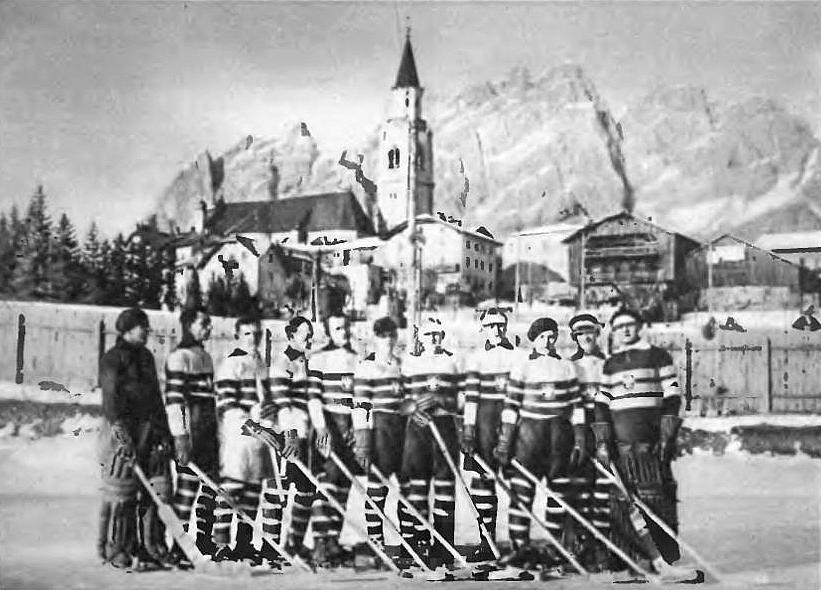
Polska reprezentacja w hokeju na lodzie na igrzyska w Sankt Moritz pierwszy od lewej Edmund Czaplicki.

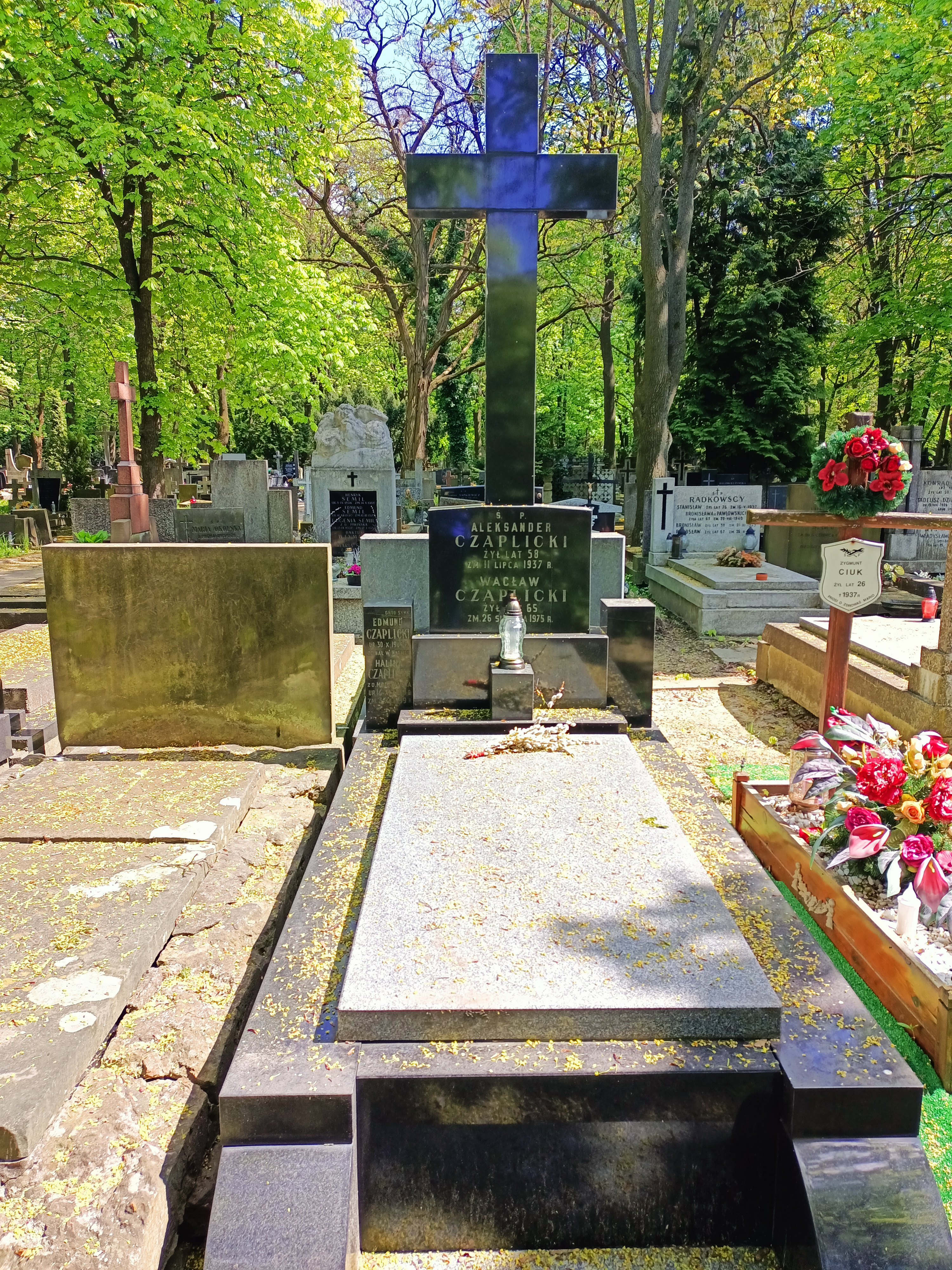
Grób symboliczny Edmunda Czaplickiego na Cmentarzu Powązkowskim.

Edmund Czaplicki (ur. 30 października 1904 w Warszawie, zm. wiosną 1940 w Charkowie) – polski hokeista na lodzie, wioślarz, olimpijczyk z Sankt Moritz 1928, podporucznik saperów rezerwy Wojska Polskiego, ofiara zbrodni katyńskiej.

## Życiorys

### Młodość i służba wojskowa
Urodził się 30 października 1904 w Warszawie, w rodzinie Aleksandra, kolejarza, i Karoliny z Boczkowskich. W 1915 r. wyjechał z rodzicami do Rosji. Uczęszczał do Gimnazjum w Połtawie. Latem 1918 powrócił do Warszawy i kontynuował naukę. Podczas wojny polsko-bolszewickiej był kurierem Oddziału III Sztabu Ministerstwa Spraw Wojskowych.
W 1923 zdał maturę w Gimnazjum Męskim Kazimierza Kulwiecia w Warszawie rozpoczął studia na wydziale elektroniki Politechniki Warszawskiej. Z powodu trudnej sytuacji materialnej przerwał je. W 1930 odbywał służbę wojskową w Szkole Podchorążych Rezerwy Saperów w Modlinie. W tym samym roku wrócił na studia. Prezydent RP mianował go podporucznikiem rezerwy ze starszeństwem z 1 stycznia 1935 i 30. lokatą w korpusie oficerów inżynierii i saperów. Ćwiczenia rezerwy odbywał w batalionie elektrotechnicznym.

### Kariera sportowa

#### Hokej na lodzie
Wszechstronny sportowiec. W zimie uprawiał hokej na lodzie, a latem wioślarstwo reprezentując AZS Warszawa. Występował w drużynie hokeja na lodzie klubu AZS Warszawa na pozycji bramkarza.  W latach 1927–1930 zdobywał c czterokrotnie tytuł mistrza Polski. W latach 1926–1927 brał udział w mistrzostwach Europy w hokeju na lodzie (Polska zajęła 4. miejsce). W 1928 został akademickim mistrzem świata w hokeju na lodzie. W tym samym roku uczestniczył w igrzyskach olimpijskich w Sankt Moritz na których Polska po remisie ze Szwecją 2:2 i przegranej z Czechosłowacją 2:3 zakończyła udział na fazie grupowej. W reprezentacji Polski rozegrał 15 spotkań. W latach 1927–1928 był sekretarzem, a w latach 1933–1934 działaczem Polskiego Związku Hokeja na Lodzie.

#### Wioślarstwo
Karierę wioślarską rozpoczął w połowie lat dwudziestych. Był sternikiem czwórki i ósemki. W 1927 zdobył mistrzostwo Polski w ósemce. W tym samym roku 1927 zdobył brązowy medal Mistrzostw Europy w wioślarstwie w ósemce ze sternikiem. Nie wystąpił na igrzyskach olimpijskich w Amsterdamie. Był instruktorem sekcji wioślarskiej AZS Warszawa.

## Dalsze losy
Podczas II wojny światowej, po agresji ZSRR na Polskę, w nieznanych okolicznościach dostał się do niewoli sowieckiej i osadzono go w obozie w Starobielsku. Wiosną 1940 został zamordowany przez funkcjonariuszy NKWD w Charkowie i pogrzebany potajemnie w bezimiennej mogile zbiorowej w Piatichatkach, gdzie od 17 czerwca 2000 roku mieści się oficjalnie Cmentarz Ofiar Totalitaryzmu w Charkowie. Figuruje na liście Gajdideja pod poz. 3694.

Został upamiętniony symbolicznym grobem na cmentarzu Powązkowskim w Warszawie (kwatera 315, rząd 4, grób 4)
5 października 2007 minister obrony narodowej Aleksander Szczygło mianował go pośmiertnie na stopień porucznika. Awans został ogłoszony 9 listopada 2007 w Warszawie, w trakcie uroczystości „Katyń Pamiętamy – Uczcijmy Pamięć Bohaterów”.

## Ordery i odznaczenia
- Brązowy Krzyż Zasługi – 19 marca 1931 „za zasługi na polu rozwoju sportu”[14]